# U2
U2는 1976년 아일랜드 더블린에서 결성된 록 밴드이다. 보노 (보컬, 리듬 기타), 디 에지 (기타, 키보드, 보컬), 애덤 클레이턴 (베이스 기타), 래리 멀린 주니어 (드럼, 타악기)로 구성되어 있다. U2는 초기 포스트 펑크의 장르를 주로 했지만, 시간이 갈 수록 여러 대중음악 장르도 융합시켰다. 밴드의 음악 활동 전반에 걸쳐 에지의 기타와 보노의 보컬이 U2의 주된 음악 멜로디로 자리잡았다. U2의 노래 가사들은 정치적, 이념적, 종교적 내용을 담고 있기도 하다.

## 역사
밴드는 1976년 9월 25일 아일랜드의 더블린에서 결성했다. 맨 처음, 래리 멀린이 마운트 탬플릿 중학교에서 밴드를 결성할 음악가를 찾는다며 학교 게시판에 알렸다. 4년 후, 이들은 아일랜드 레코드와 레이블 계약을 체결하고 데뷔 음반 《Boy》를 발매했다. 
1980년대 중반쯤, U2는 세계적인 밴드로 도약했다. 1987년 발매된 《The Joshua Tree》는 음반 판매에서보다 라이브무대로 더욱 성공했다. 《롤링 스톤》에 따르면 이 앨범은 밴드를 "영웅에서 슈퍼스타로" 만들어줬다고 했다.
U2의 1991년 발매된 히트 앨범 《Achtung Baby》와 그에 따른 Zoo TV Tour는 밴드에 대한 음악적인 그리고 주제적인 재창조였다. 그들 자신의 음악적 부진에 대한 의견과 1980년대 말 비평운동에 반응하여 U2는 더욱 풍자적인 톤으로 그들의 성실한 이미지를 대체하는, 그들의 사운드와 퍼포먼스로 댄스 음악과 얼터너티브록을 융합했다. 이러한 실험적인 음악은 1990년대 그밖의 사람들에 의해 계속 이어진다. 
2000년 발매된 《All That You Can't Leave Behind》는 U2가 2000년대에도 명성을 떨치게 해줬다. 현재도 많은 밴드들이 U2의 음악적 실험을 하고있고, U2는 좀 더 전통적인 사운드를 추구하고있다.
U2는 지금까지 12장의 정규 앨범을 발표했고, 전 세적으로 2억 1000만장의 음반 판매고를 올렸다. 그리고 지금까지 그래미 상을 22번 수상해 그 어떤 밴드보다도 많은 기록이다. 또한 2005년 U2는 로큰롤 명예의 전당에 입성했고, 《롤링 스톤》이 선정한 "역사상 가장 위대한 아티스트 100인" 순위 중 U2는 22위에 올랐다. 밴드로 그리고 멤버 개인적으로써의 그들의 사업을 통해 인권과 박애운동을 위한 여러 캠페인 활동을 하고있다.
2019년 12월 8일에 첫 내한공연이 열렸다.

## 멤버
- 보노(Bono) - 리드 보컬, 기타
- 디 에지(The Edge) - 기타, 피아노, 베이스, 백킹 보컬
- 애덤 클레이턴(Adam Clayton) - 베이스, 기타
- 래리 멀린 주니어(Larry Mullen Jr.) - 드럼, 타악기

## 음반 목록
정규 음반
- Boy (1980)
- October (1981)
- War (1983)
- The Unforgettable Fire (1984)
- The Joshua Tree (1987)
- Rattle and Hum (1988)
- Achtung Baby (1991)
- Zooropa (1993)
- Pop (1997)
- All That You Can't Leave Behind (2000)
- How to Dismantle an Atomic Bomb (2004)
- No Line on the Horizon (2009)
- Songs of Innocence (2014)
- Songs of Experience (2017)
- Songs of Surrender (2023)

컴필레이션 음반
- Under a Blood Red Sky (1983)
- The Best of 1980–1990 (1998)
- The Best of 1990–2000 (2002)
- U218 Singles (2006)